# Genesee (Idaho)
Pour les articles homonymes, voir Genesee.
Genesee est une ville américaine située dans le comté de Latah en Idaho. Incorporée le 23 octobre 1889, la ville doit à son nom à sa ressemblance avec la vallée de la Genesee, dans l'État de New York.

## Démographie
| 1890 | 1900 | 1910 | 1920 | 1930 | 1940 |
| ---- | ---- | ---- | ---- | ---- | ---- |
| 282  | 731  | 742  | 676  | 555  | 678  |

| 1950 | 1960 | 1970 | 1980 | 1990 | 2000 |
| ---- | ---- | ---- | ---- | ---- | ---- |
| 552  | 535  | 619  | 791  | 725  | 946  |

| 2010 | - | - | - | - | - |
| ---- | - | - | - | - | - |
| 955  | - | - | - | - | - |

Selon le recensement de 2010, Genesee compte 955 habitants. La municipalité s'étend alors sur 0,66 mille carré (1,71 km2).